# Trichoneura grandiglumis
Trichoneura grandiglumis är en gräsart som först beskrevs av Christian Gottfried Daniel Nees von Esenbeck, och fick sitt nu gällande namn av Erik Leonard Ekman. Trichoneura grandiglumis ingår i släktet Trichoneura och familjen gräs. Inga underarter finns listade i Catalogue of Life.